# Georges Berger (Rennfahrer)
Georges Volaire Berger (* 14. September 1918 in Molenbeek; † 23. August 1967 in Adenau am Nürburgring) war ein belgischer Automobilrennfahrer.

## Karriere
Georges Berger begann seine Karriere bei nationalen Rennen in Belgien. Sein erstes Fahrzeug war ein Jicey-BMW, mit dem er zwischen 1948 und 1952 in zahlreichen Formel-2-Rennen antrat. 1953 erwarb er einen Gordini Type 15, mit dem er den dritten Platz beim nicht zur Weltmeisterschaft zählenden Formel-1-Rennen in Rouen erreichte. Berger nahm auch an zwei Rennen zur Weltmeisterschaft teil. 1953 fuhr er den Großen Preis von Belgien in Spa-Francorchamps und 1954 den Großen Preis von Frankreich in Reims. Beide Rennen bestritt er mit seinem Gordini, fiel jedoch jeweils mit Motorschaden aus.
Berger beteiligte sich mit Fahrzeugen wie Maserati, AC Bristol und einem Ferrari 250 GT an unzähligen Sportwagenrennen. Seine größten Erfolge blieben die Siege bei der Tour de France für Automobile 1960 und 1961, als Beifahrer von Willy Mairesse.
Berger verunglückte 1967 bei einem 84-Stunden-Sportwagen-Marathon auf dem Nürburgring am Steuer eines Ferrari tödlich.

## Statistik

### Statistik in der Automobil-Weltmeisterschaft

#### Gesamtübersicht
| Saison | Team           | Chassis         | Motor          | Rennen | Siege | Zweiter | Dritter | Poles | schn. Rennrunden | Punkte | WM-Pos. |
| ------ | -------------- | --------------- | -------------- | ------ | ----- | ------- | ------- | ----- | ---------------- | ------ | ------- |
| 1953   | Georges Berger | Gordini Type 15 | Gordini 1.5 L4 | 1      | −     | −       | −       | −     | −                | −      | NC      |
| 1954   | Georges Berger | Gordini Type 16 | Gordini 2.5 L6 | 1      | −     | −       | −       | −     | −                | −      | NC      |
| Gesamt | Gesamt         | Gesamt          | Gesamt         | 2      | −     | −       | −       | −     | −                | −      |         |

#### Einzelergebnisse
| Saison | 1 | 2 | 3   | 4 | 5 | 6 | 7 | 8 | 9 |
| ------ | - | - | --- | - | - | - | - | - | - |
| 1953   |   |   |     |   |   |   |   |   |   |
|        |   |   | DNF |   |   |   |   |   |   |
| 1954   |   |   |     |   |   |   |   |   |   |
|        |   |   | DNF |   |   |   |   |   |   |

| Legende  | Legende            | Legende                                                          |
| Farbe    | Abkürzung          | Bedeutung                                                        |
| -------- | ------------------ | ---------------------------------------------------------------- |
| Gold     | –                  | Sieg                                                             |
| Silber   | –                  | 2. Platz                                                         |
| Bronze   | –                  | 3. Platz                                                         |
| Grün     | –                  | Platzierung in den Punkten                                       |
| Blau     | –                  | Klassifiziert außerhalb der Punkteränge                          |
| Violett  | DNF                | Rennen nicht beendet (did not finish)                            |
| Violett  | NC                 | nicht klassifiziert (not classified)                             |
| Rot      | DNQ                | nicht qualifiziert (did not qualify)                             |
| Rot      | DNPQ               | in Vorqualifikation gescheitert (did not pre-qualify)            |
| Schwarz  | DSQ                | disqualifiziert (disqualified)                                   |
| Weiß     | DNS                | nicht am Start (did not start)                                   |
| Weiß     | WD                 | zurückgezogen (withdrawn)                                        |
| Hellblau | PO                 | nur am Training teilgenommen (practiced only)                    |
| Hellblau | TD                 | Freitags-Testfahrer (test driver)                                |
| ohne     | DNP                | nicht am Training teilgenommen (did not practice)                |
| ohne     | INJ                | verletzt oder krank (injured)                                    |
| ohne     | EX                 | ausgeschlossen (excluded)                                        |
| ohne     | DNA                | nicht erschienen (did not arrive)                                |
| ohne     | C                  | Rennen abgesagt (cancelled)                                      |
| ohne     | keine WM-Teilnahme |                                                                  |
| sonstige | P/fett             | Pole-Position                                                    |
| sonstige | 1/2/3/4/5/6/7/8    | Punktplatzierung im Sprint-/Qualifikationsrennen                 |
| sonstige | SR/kursiv          | Schnellste Rennrunde                                             |
| sonstige | *                  | nicht im Ziel, aufgrund der zurückgelegten Distanz aber gewertet |
| sonstige | ()                 | Streichresultate                                                 |
| sonstige | unterstrichen      | Führender in der Gesamtwertung                                   |

### Le-Mans-Ergebnisse
| Jahr | Team                   | Fahrzeug           | Teamkollege     | Platzierung | Ausfallgrund     |
| ---- | ---------------------- | ------------------ | --------------- | ----------- | ---------------- |
| 1958 | AC Cars Ltd.           | AC Ace LM          | Hubert Patthey  | Rang 9      |                  |
| 1961 | Ecurie Francorchamps   | Ferrari 250 GT SWB | Lucien Bianchi  | Ausfall     | Kupplungsschaden |
| 1962 | Equipe Nationale Belge | Ferrari 250 GT SWB | Robert Darville | Ausfall     | Unfall           |

### Einzelergebnisse in der Sportwagen-Weltmeisterschaft
| Saison | Team                                                    | Rennwagen                      | 1   | 2   | 3   | 4   | 5   | 6   | 7   | 8   | 9   | 10  | 11  | 12  | 13  | 14  | 15  | 16  | 17  | 18  | 19  | 20  |
| ------ | ------------------------------------------------------- | ------------------------------ | --- | --- | --- | --- | --- | --- | --- | --- | --- | --- | --- | --- | --- | --- | --- | --- | --- | --- | --- | --- |
| 1953   |                                                         | Borgward Hansa 1500 Sportcoupé | SEB | MIM | LEM | SPA | NÜR | RTT | CAP |     |     |     |     |     |     |     |     |     |     |     |     |     |
| 1953   |                                                         | Borgward Hansa 1500 Sportcoupé | DNF |     |     |     |     |     |     |     |     |     |     |     |     |     |     |     |     |     |     |     |
| 1956   |                                                         | Maserati 150S                  | BUA | SEB | MIM | NÜR | KRI |     |     |     |     |     |     |     |     |     |     |     |     |     |     |     |
| 1956   |                                                         | Maserati 150S                  | 146 |     |     |     |     |     |     |     |     |     |     |     |     |     |     |     |     |     |     |     |
| 1957   | Georges Berger                                          | Maserati 150S                  | BUA | SEB | MIM | NÜR | LEM | KRI | CAR |     |     |     |     |     |     |     |     |     |     |     |     |     |
| 1957   | Georges Berger                                          | Maserati 150S                  |     |     | 79  | DNF |     |     |     |     |     |     |     |     |     |     |     |     |     |     |     |     |
| 1958   | AC Cars                                                 | AC Ace                         | BUA | SEB | TAR | NÜR | LEM | RTT |     |     |     |     |     |     |     |     |     |     |     |     |     |     |
| 1958   | AC Cars                                                 | AC Ace                         |     | 9   |     |     |     |     |     |     |     |     |     |     |     |     |     |     |     |     |     |     |
| 1959   | Georges Berger                                          | Alfa Romeo Giulietta SV        | SEB | TAR | NÜR | LEM | RTT |     |     |     |     |     |     |     |     |     |     |     |     |     |     |     |
| 1959   | Georges Berger                                          | Alfa Romeo Giulietta SV        | DNF |     |     |     |     |     |     |     |     |     |     |     |     |     |     |     |     |     |     |     |
| 1960   | Ecurie Azur                                             | Alfa Romeo Giulietta SVZ       | BUA | SEB | TAR | NÜR | LEM |     |     |     |     |     |     |     |     |     |     |     |     |     |     |     |
| 1960   | Ecurie Azur                                             | Alfa Romeo Giulietta SVZ       | 31  |     |     |     |     |     |     |     |     |     |     |     |     |     |     |     |     |     |     |     |
| 1961   | Ecurie Francorchamps                                    | Ferrari 250 GT                 | SEB | TAR | NÜR | LEM | PES |     |     |     |     |     |     |     |     |     |     |     |     |     |     |     |
| 1961   | Ecurie Francorchamps                                    | Ferrari 250 GT                 |     |     | 16  | DNF |     |     |     |     |     |     |     |     |     |     |     |     |     |     |     |     |
| 1962   | Ecurie Francorchamps Equipe Nationale Belge André Simon | Ferrari 250 GT                 | DAY | SEB | SEB | MAI | TAR | BER | NÜR | LEM | TAV | CCA | RTT | NÜR | BRI | BRI | PAR |     |     |     |     |     |
| 1962   | Ecurie Francorchamps Equipe Nationale Belge André Simon | Ferrari 250 GT                 |     |     |     |     |     |     | DNF | DNF |     |     |     |     |     |     | 6   |     |     |     |     |     |
| 1964   | Ecurie Francorchamps                                    | Ferrari 250 GTO                | DAY | SEB | TAR | MON | SPA | CON | NÜR | ROS | LEM | REI | FRE | CCE | RTT | SIM | NÜR | MON | TDF | BRI | BRI | PAR |
| 1964   | Ecurie Francorchamps                                    | Ferrari 250 GTO                |     |     |     |     |     |     |     |     |     |     |     |     |     | 1   |     |     |     |     |     |     |